# Stadio Arena Garibaldi – Romeo Anconetani
Das Stadio Arena Garibaldi – Romeo Anconetani ist ein Fußballstadion in der italienischen Stadt Pisa in der gleichnamigen Provinz der Region Toskana. Die Sportstätte im Norden der Stadt ist heute die Heimat des Fußballclubs Pisa Sporting Club. Die Anlage trägt auch den Kurznamen L’Arena. Es besitzt über der Haupttribüne ein Dach und bietet heute 14.869 Plätze. Von 1919 bis 1931 und 1949 bis 2001 trug die Anlage den Namen Arena Garibaldi nach dem italienischen Guerillakämpfer Giuseppe Garibaldi. Unter der faschistischen Herrschaft von Benito Mussolini in den 1930er und 40er Jahren erhielt es den Namen Campo Littorio. Am 9. Dezember 2001 bekam die Sportstätte im Stadtviertel Porta a Lucca den Zusatznamen Romeo Anconetani; nach dem früheren, 1999 verstorbenen Präsident des SC Pisa.

## Geschichte
Das Grundstück, auf dem das heutige Stadion steht, wurde schon seit Beginn des 19. Jahrhunderts als Sport- und Veranstaltungsstätte genutzt. Am 28. Januar 1807 erteilte Maria Luisa, Regentin von Etrurien, die Erlaubnis zum Bau eines Amphitheaters namens Arena Federighi, in dem u. a. bis 1849 Pferderennen ausgetragen wurden. 1896 wurde das Theater geschlossen. Im Jahr 1919 wurde die Arena Garibaldi anstelle des alten Theaters angelegt und am 26. Oktober fand die offizielle Eröffnung statt. Damals bestand die Arena nur aus dem Spielfeld und Naturtribünen. Von 1929 bis 1931 wurde ein Stadion nach Plänen von Federigo Severini errichtet und in Campo Littorio umbenannt. Am 8. November 1931 war in Anwesenheit des italienischen Königs Viktor Emanuel III. die feierliche Einweihung des Stadions. 
Von 1947 bis 1949 fanden die Gioco del Ponte (deutsch Brückenspiele) im Stadion von Pisa statt; nachdem die Brücke Ponte di Mezzo im Zweiten Weltkrieg zerstört wurde. Dieses Stadtfest gibt es schon seit dem 14. Jahrhundert. Am Ende der 1950er Jahre wurde das Stadion durch eine Tribüne in der Nordkurve ergänzt. Zu dieser Zeit erhielt die Arena ihren alten Namen Arena Garibaldi zurück. Durch den 1968 gebauten Südrang wurde die letzte Lücke im Stadion geschlossen. Zehn Jahre später wurden die Kurven erweitert. 1982 ersetzte ein Neubau die alte Haupttribüne. Nachdem der SC Pisa 1990 in die Serie A aufstieg; wurde die Kapazität auf 25.000 Plätze erhöht. Dies wurde durch die Entfernung der Leichtathletikanlage und der Tieferlegung des Rasens um einen Meter sowie den Bau von Tribünenrängen am Spielfeldrand erreicht. Hinzu kam eine neue und stärkere Flutlichtanlage.
2025 kehrte der Pisa SC unter Trainer Filippo Inzaghi nach 35 Jahren in die Serie A, in die höchste Spielklasse Italiens, zurück. Daraufhin wird das Stadio Arena Garibaldi – Romeo Anconetani an die Anforderungen der Liga angepasst werden. Mit der Bestätigung des Aufstiegs besprach sich die Provinzkommission für öffentliche Veranstaltungsorte der Stadt über die Arena Garibaldi und gab am 6. Mai 2025 ein vierstufiges Projekt bekannt. Nach Abschluss der Serie B 2024/25 werden die Arbeiten am Stadion beginnen. Die Arena Garibaldi ist gegenwärtig auf 11.293 Zuschauer begrenzt. Die Ränge im Stadion sollen neugestaltet werden. Die Schwerpunkte der Modernisierung liegen in der Curva Sud und dem Gästebereich. Weitere Arbeiten an den Hospitality- und Medienbereichen sind geplant, um den Standards der Serie A zu entsprechen. Mit dem Umbau soll es auf rund 12.500 Zuschauerplätze erweitert werden.

## Neubaupläne
Der Pisa Sporting Club plant seit 2015 einen Stadionneubau. Mitte Oktober 2017 präsentierte der Verein Pläne des Architekturbüros Iotti + Pavarani Architetti für die neue Spielstätte. Das neue Stadion soll auf dem Grund des 1919 eingeweihten Stadio Arena Garibaldi – Romeo Anconetani entstehen und nach Medienberichten rund 30 Mio. Euro kosten. Wann der Bau beginnen soll und wie hoch die Zuschauerkapazität sein wird, steht noch nicht endgültig fest. Nach der einhelligen Zustimmung der Ratskommission der Stadt zur Agenda von Bürgermeister Marco Filippeschi, steht als nächster Schritt die Prüfung der diversen Finanzierungsmöglichkeiten für die neue Spielstätte an.

## Galerie

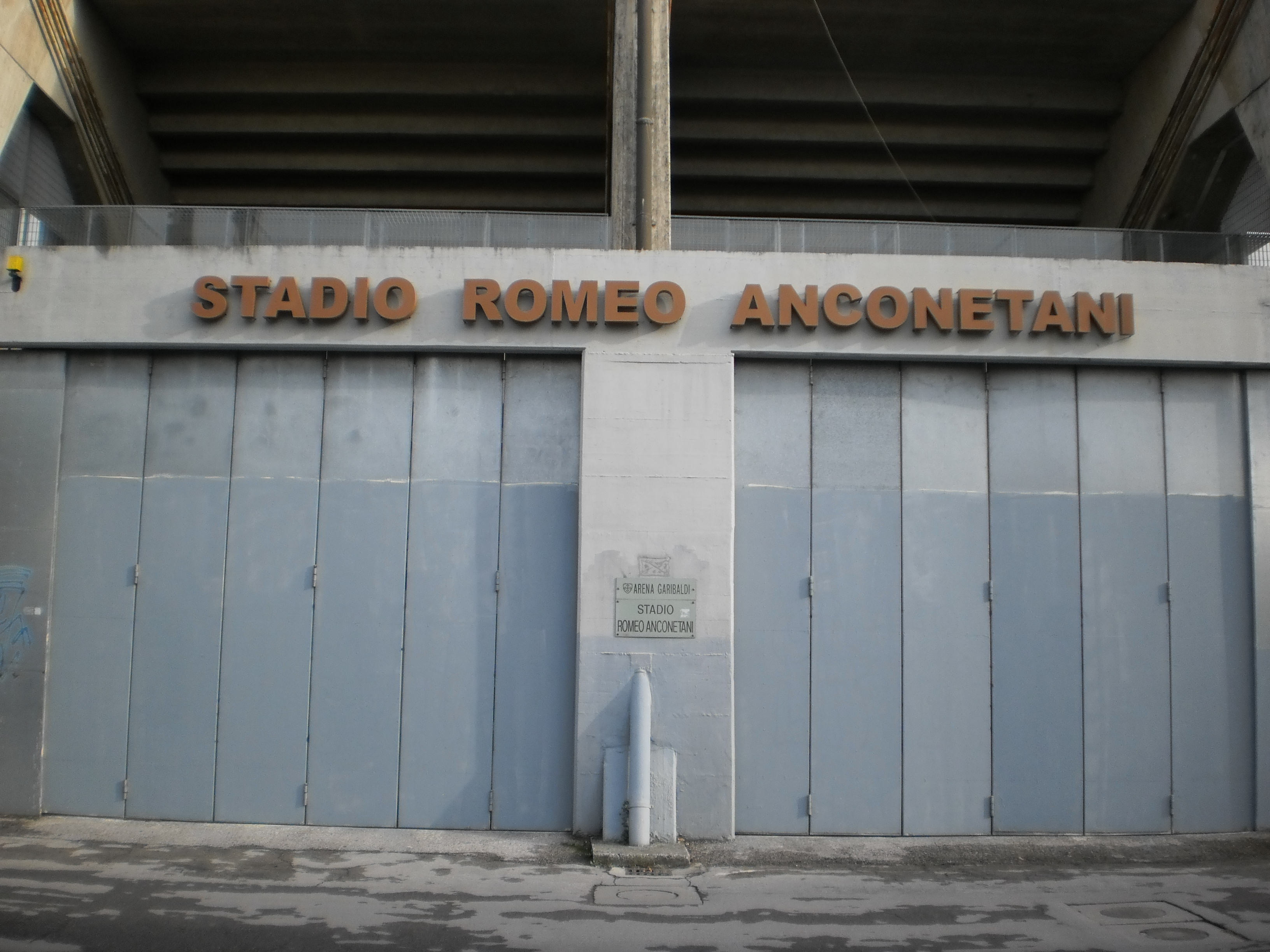
Stadionzufahrt (Dezember 2011)

## Länderspiele
Zu vier Länderspielen trat die italienische Fußballnationalmannschaft der Männer bisher im Stadion von Pisa an.
- 23. Sep. 1987:  Italien –  Jugoslawien 1:0 (Freundschaftsspiel)
- 22. Feb. 1989:  Italien –  Dänemark 1:0 (Freundschaftsspiel)
- 10. Feb. 1999:  Italien –  Norwegen 0:0 (Freundschaftsspiel)
- 06. Juni 2009:  Italien –  Nordirland 3:0 (Freundschaftsspiel)